# Marienmünster
Marienmünster est une ville de Rhénanie-du-Nord-Westphalie (Allemagne), située dans l'arrondissement de Höxter, dans le district de Detmold, dans le Landschaftsverband de Westphalie-Lippe.

## Patrimoine architectural
- Abbaye, ancien monastère bénédictin, et son église contenant un orgue de Johann Pétroclus Möller-Orgel[1], construit en 1736-1738[2].

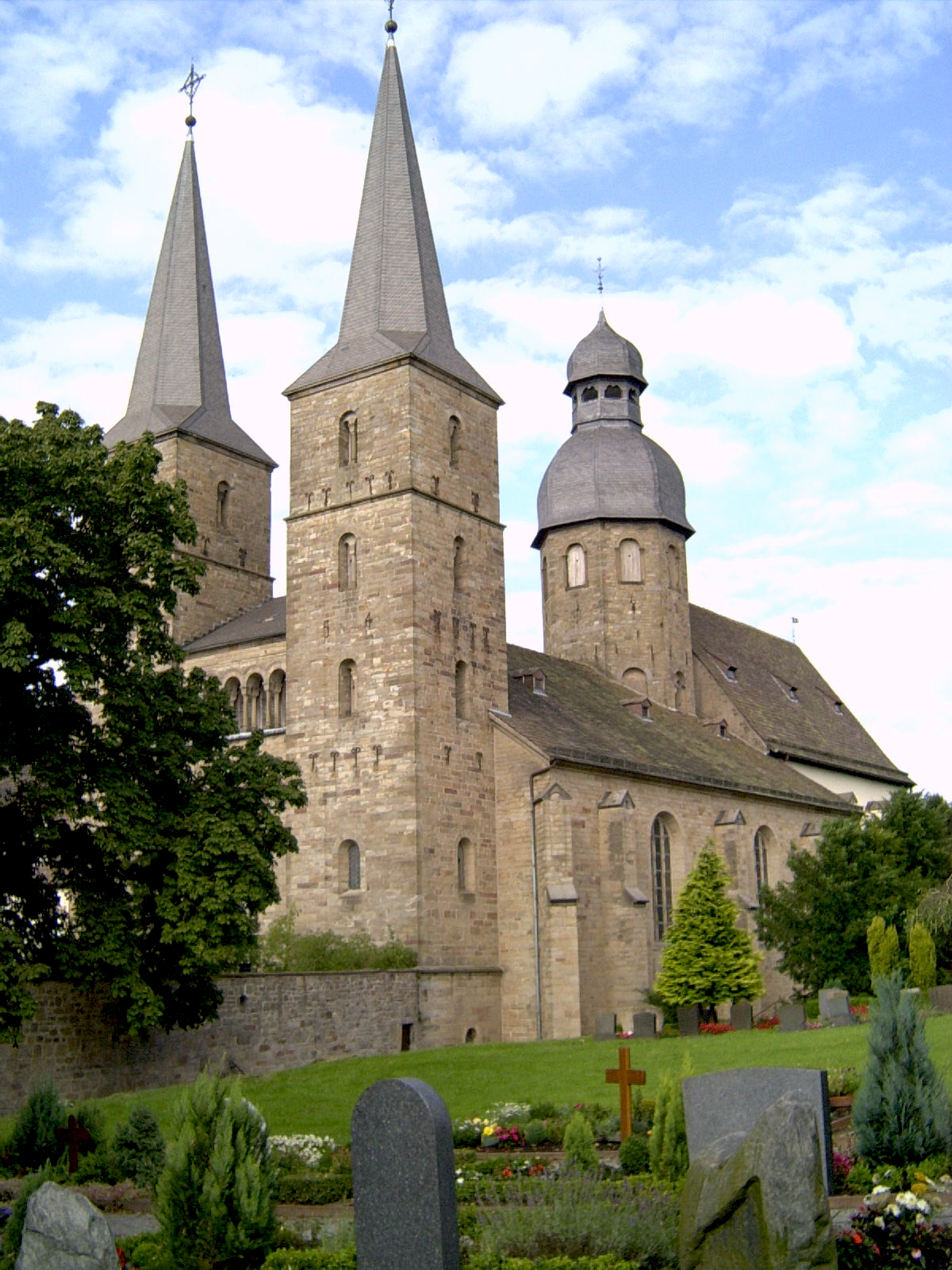